# Антонов, Алексей Константинович (политик)
Алексе́й Константи́нович Анто́нов (26 мая (8 июня) 1912, Гродно, Российская империя — 9 июля 2010, Москва, Россия) — советский государственный и партийный деятель, заместитель председателя Совета Министров СССР (1980—1988). Герой Социалистического Труда (1982). Лауреат Сталинской премии (1951).

## Биография
Родился  в Гродно (ныне Белоруссия) в семье учителей, Константина Григорьевича и Ольги Алексеевны Антоновых, русский. Отец после 1917 года был заведующим детского дома в Луге, заведующим РОНО.
По окончании средней школы из-за непролетарского происхождения не мог сразу поступить в ВУЗ и пошёл работать на завод. Трудовую деятельность начал в 1930 году слесарем дробильного завода в Луге Ленинградской области. Член ВКП(б) с 1940 года.
В 1935 году окончил Ленинградский политехнический институт по специальности «инженер-электромеханик». По окончании института три года занимался в аспирантуре.

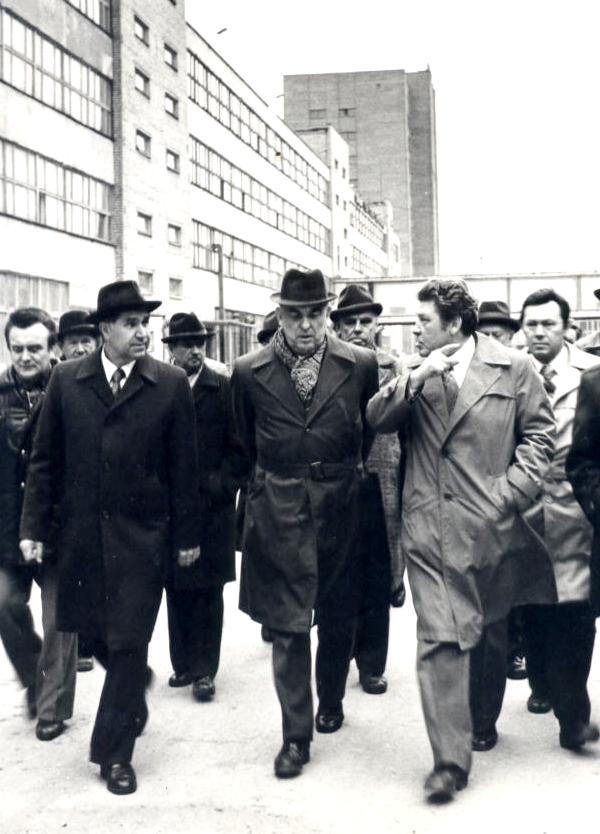
Первый секретарь Псковского обкома КПСС А. М. Рыбаков (впереди слева), министр электротехнической промышленности СССР А. К. Антонов (в центре) и директор ПЗ ТЭСО А. В. Лукин в 1979 году

- 1935—1937 — инженер проектного бюро Беломорканала,
- 1937—1957 — инженер-электрик, начальник лаборатории, заместитель главного конструктора, начальник производства, главный инженер, заместитель директора завода народного комиссариата авиационной промышленности СССР (московская область и г. Ленинград),
- 1957—1959 — главный инженер, начальник управления приборостроения и агрегатостроения Ленинградского совнархоза,
- 1959—1961 — заместитель председателя Ленинградского совнархоза,
- 1961—1965 — председатель Ленинградского совнархоза,
- 1965—1980 — министр электротехнической промышленности СССР,
- 1980—1988 — заместитель Председателя Совет Министров СССР,
- 1985—1988 — постоянный представитель СССР в СЭВ,
- 1986—1988 — заместитель председателя Государственной внешнеэкономической комиссии Совета Министров СССР.

Член ЦК КПСС (1971—1989), кандидат в члены ЦК КПСС (1961—1971),  депутат Совета Союза ВС СССР от Ленинградской (6 созыв, 1962—1966) и Ростовской (7—11 созывы, 1966—1989) областей. В Верховный Совет СССР 9 созыва избран от Таганрогского избирательного округа № 287.
По инициативе и под руководством А. К. Антонова в СССР были построены десятки новых электромашиностроительных и электротехнических заводов, созданы новые научно-исследовательские институты, научно-производственные объединения, конструкторские бюро.
Почётный член Российской инженерной академии.
С октября 1988 года — на пенсии.
Похоронен в Москве на Троекуровском кладбище.

### Семья
Дочери: Ольга — до выхода на пенсию преподавала в МАТИ, Наталья — музыкант, живёт в США.

## Награды и премии
- Герой Социалистического Труда (1982)
- четыре ордена Ленина
- орден Октябрьской Революции
- четыре ордена Трудового Красного Знамени
- орден «Знак Почёта»
- Сталинская премия третьей степени (1951) — за разработку новых автоматических приборов